# Rečica, Kladovo
Rečica (izvirno srbsko Речица) je naselje v Srbiji, ki upravno spada pod Občino Kladovo; slednja pa je del Borskega upravnega okraja.

## Demografija
V naselju živi 39 polnoletnih prebivalcev, pri čemer je njihova povprečna starost 52,3 let (49,5 pri moških in 54,9 pri ženskah). Naselje ima 20 gospodinjstev, pri čemer je povprečno število članov na gospodinjstvo 2,25.
To naselje je, glede na rezultate popisa iz leta 2002, večinoma srbsko.
|  |

| Demografija | Demografija     | Demografija     |
| Leto        | Št. prebivalcev | Št. prebivalcev |
| ----------- | --------------- | --------------- |
|             |                 |                 |
|             |                 |                 |
|             |                 |                 |
|             |                 |                 |
| 1948        | 149             |                 |
| 1953        | 153             |                 |
| 1961        | 161             |                 |
| 1971        | 154             |                 |
| 1981        | 129             |                 |
| 1991        | 106             | 60              |
| 2002        | 75              | 45              |
|             |                 |                 |

| Etnična sestava po popisu iz leta 2002 | Etnična sestava po popisu iz leta 2002 | Etnična sestava po popisu iz leta 2002 | Etnična sestava po popisu iz leta 2002 | Etnična sestava po popisu iz leta 2002 |
| -------------------------------------- | -------------------------------------- | -------------------------------------- | -------------------------------------- | -------------------------------------- |
| Srbi                                   | Srbi                                   |                                        | 44                                     | 97,77%                                 |
| Romuni                                 | Romuni                                 |                                        | 1                                      | 2,22%                                  |
| Neznano                                | Neznano                                |                                        | 0                                      | 0,0%                                   |